# ملانی لیشمن
ملانی لیشمن (به انگلیسی: Melanie Leishman) (زاده ۲۰ فوریه ۱۹۸۹) بازیگر کانادایی است.
از فیلم‌هایی که وی در آن نقش داشته‌است می‌توان به بازی در مجموعه ماجراهای مرداک اشاره کرد.